# Ravanna
Ravanna – jednostka osadnicza w Stanach Zjednoczonych, w stanie Missouri, w hrabstwie Mercer.